# メイプルリッジ
メイプルリッジ（英: Maple Ridge）は、カナダ、ブリティッシュコロンビア州のメトロバンクーバーにある自治体で、「地区  (District Municipality) 」として分類される。

## 歴史
メイプルリッジは1874年9月12日に設立された。当時の面積は130 km2で、町にはまだ50家族ほどしか住んでいなかった。州内では6番目に古い町で、ニューウエストミンスター、ビクトリア、ラングリー、レイク・カウチン、チリワックに続く。
発展とともに都市のトレンドが変化したため1995年に、地方色が強いフレイザーバレー地域から都市部のメトロバンクーバーに所属を変えている。

## 人口動勢
人口増加率は1996-2001年で12.5%、2001-2006年で9.2%と比較的高い伸びをみせている。新しい住宅地の開発が自然の残る地域へと拡大しており、野生動物への影響が懸念されている。通勤客の3分の2はバンクーバー都心部または郊外まで通勤している。

## 経済
入植初期の主要産業は、林業と農業であったが、今も林業は主力産業として街の経済を支えている。土地と気候があまり伝統的な食物の栽培に適していないが、ベリーの生産や苗園、馬の飼育を中心に農業分野で年間4,000万カナダドルの利益を生み出している。

## メイプルリッジ出身の著名人
- ロバート・マンデル （経済学者） - 1999年にノーベル経済学賞受賞。
- グレッグ・ムーア （レーサー）
- ジュゼッペ・デュトイ （ラグビー選手）
- タイラー・オニール （野球選手）